# Републикански път III-3011
Републикански път IIІ-3011 е третокласен път, част от Републиканската пътна мрежа на България, преминаващ по територията на Ловешка, Габровска и Великотърновска област. Дължината му е 44,6 km.
Пътят се отклонява наляво при 16,6 km на Републикански път III-301 в центъра на град Летница, насочва се на юг, пресича река Осъм и се изкачва на билото в източната част на Деветашкото плато. Продължава в южна посока, минава през село Горско Сливово, навлиза в Габровска област, слиза от билото на платото и достига до село Крамолин. Тук пътят завива на изток, а след винарската изба на Крамолин — на юг, навлиза във Великотърновска област и достига северния бряг на язовир "Александър Стамболийски". Продължава на изток по северния бряг на язовира, при село Горско Косово пресича река Росица и навлиза в западните части на Търновските височини. Тук преминава последователно през селата Бяла река и Горско Калугерово и на 3,6 km след последното се свързва с Републикански път III-405 при неговия 7,4 km.
| Пътища, отклоняващи се надясно (населено място, № на пътя, посока на пътя) | km   | Пътища, отклоняващи се наляво (посока на пътя, № на пътя, населено място) |
| -------------------------------------------------------------------------- | ---- | ------------------------------------------------------------------------- |
| Община Летница, Област Ловеч, III-301, 16,6 km, гр. Летница ←              | 0,0  | ← гр. Летница, 16,6 km, III-301, Област Ловеч, Община Летница             |
| (за с. Крушуна) общински път ←                                             | 3,2  |                                                                           |
| (за с. Кърпачево) общински път, с. Горско Сливово ←                        | 12,3 | с. Горско Сливово                                                         |
| Община Севлиево, Област Габрово                                            | 15,5 | Област Габрово, Община Севлиево                                           |
| (от 80 km на I-4) III-403, 24,8 km, с. Крамолин →                          | 20,8 | → с. Крамолин, 24,8 km, III-403 (до гр. Павликени)                        |
|                                                                            | 25,1 | → общински път (за гр. Сухиндол)                                          |
| Община Сухиндол, Област Велико Търново                                     | 25,5 | Област Велико Търново, Община Сухиндол                                    |
| с. Горско Косово                                                           | 33,7 | с. Горско Косово                                                          |
|                                                                            | 34,9 | → общински път (за с. Красно градище)                                     |
| с. Бяла река                                                               | 37,2 | с. Бяла река                                                              |
| с. Горско Калугерово                                                       | 41   | с. Горско Калугерово                                                      |
| (от 98,6 km на I-4) III-405, 7,4 km →                                      | 44,6 | → 7,4 km, III-405 (до гр. Свищов)                                         |